# Lepidozygus tapeinosoma
Lepidozygus tapeinosoma är en fiskart som först beskrevs av Bleeker, 1856.  Lepidozygus tapeinosoma ingår i släktet Lepidozygus och familjen Pomacentridae. Inga underarter finns listade i Catalogue of Life.